# Behovslöshet
Behovslöshet är ett filosofiskt psykologiskt begrepp som innebär en känsla av att alla behov av betydelse är uppfyllda. Känslan för normalt med sig en fokusering på att uppskatta och värdera det man har, istället för att sträva mot att uppnå nya materiella, fysiska, psykiska eller sociala mål.